# Ascenseur à vélo

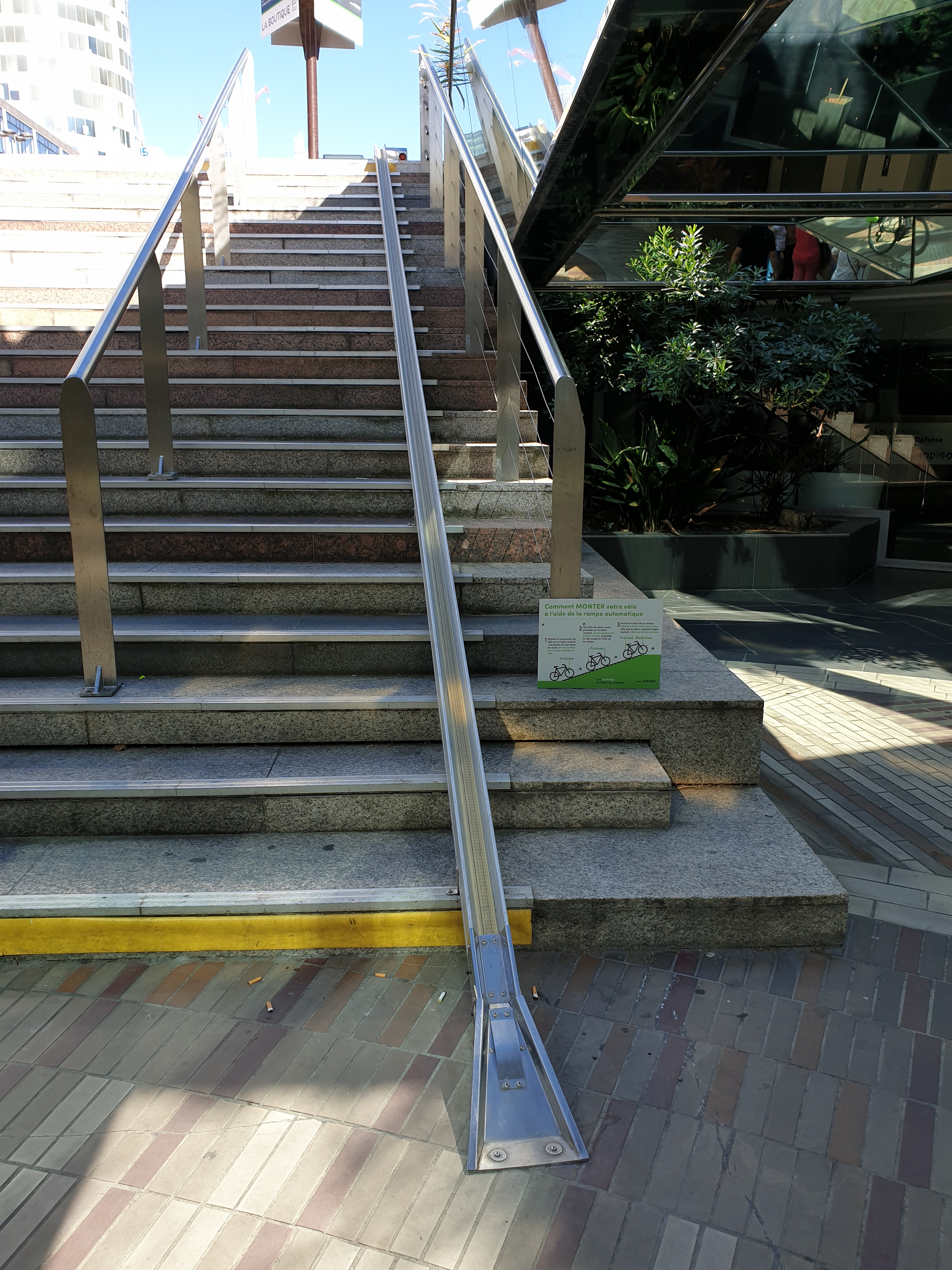
Escalator à vélo à Paris.

Un ascenseur à vélo est un système mécanique motorisé permettant d'aider les cyclistes à monter des pentes avec leur vélo.
Les ascenseurs à vélo sont utilisés lorsque la montée est difficile en raison de l'inclinaison de la pente ou d'autres situations comme la foule dans le métro. Dans les transports en commun, ils permettent de rendre les zones plus accessibles, la circulation plus fluide et de réduire les conflits entre usagers. Du fait de leur méconnaissance du public et du peu d'installations existantes (souvent en raison du peu d'argent consacré aux infrastructures cyclables), ils deviennent parfois une attraction locale.
Un ascenseur à vélo peut prendre diverses formes : ascenseur à pédale, escalator, traction et porte-vélo à nacelle. Ils fonctionnent en général à partir d'électricité et lorsque l'inclinaison est comprise entre 1:10 et 1:5.

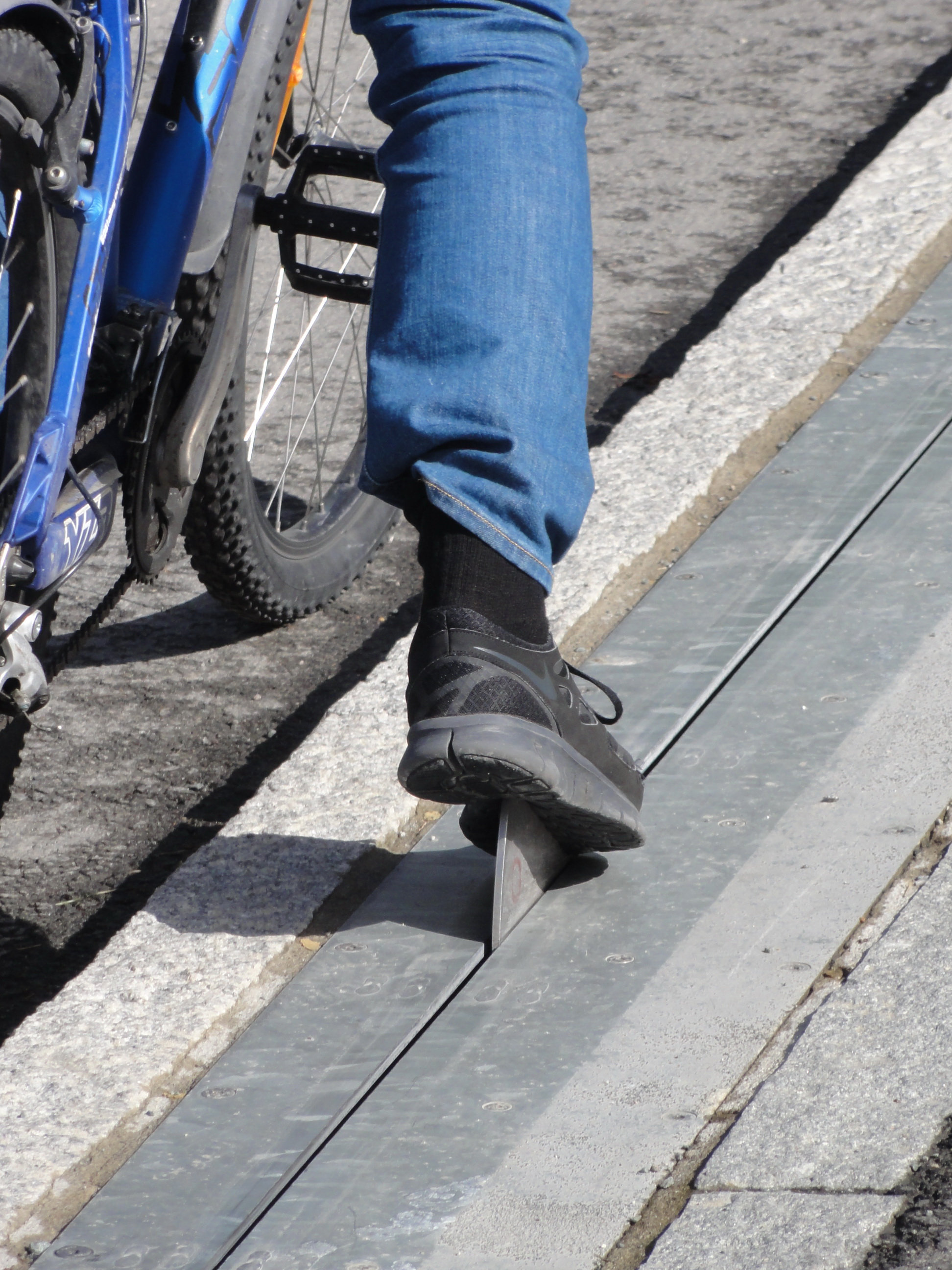
Ascenseur à pédale à Trondheim (Norvège).
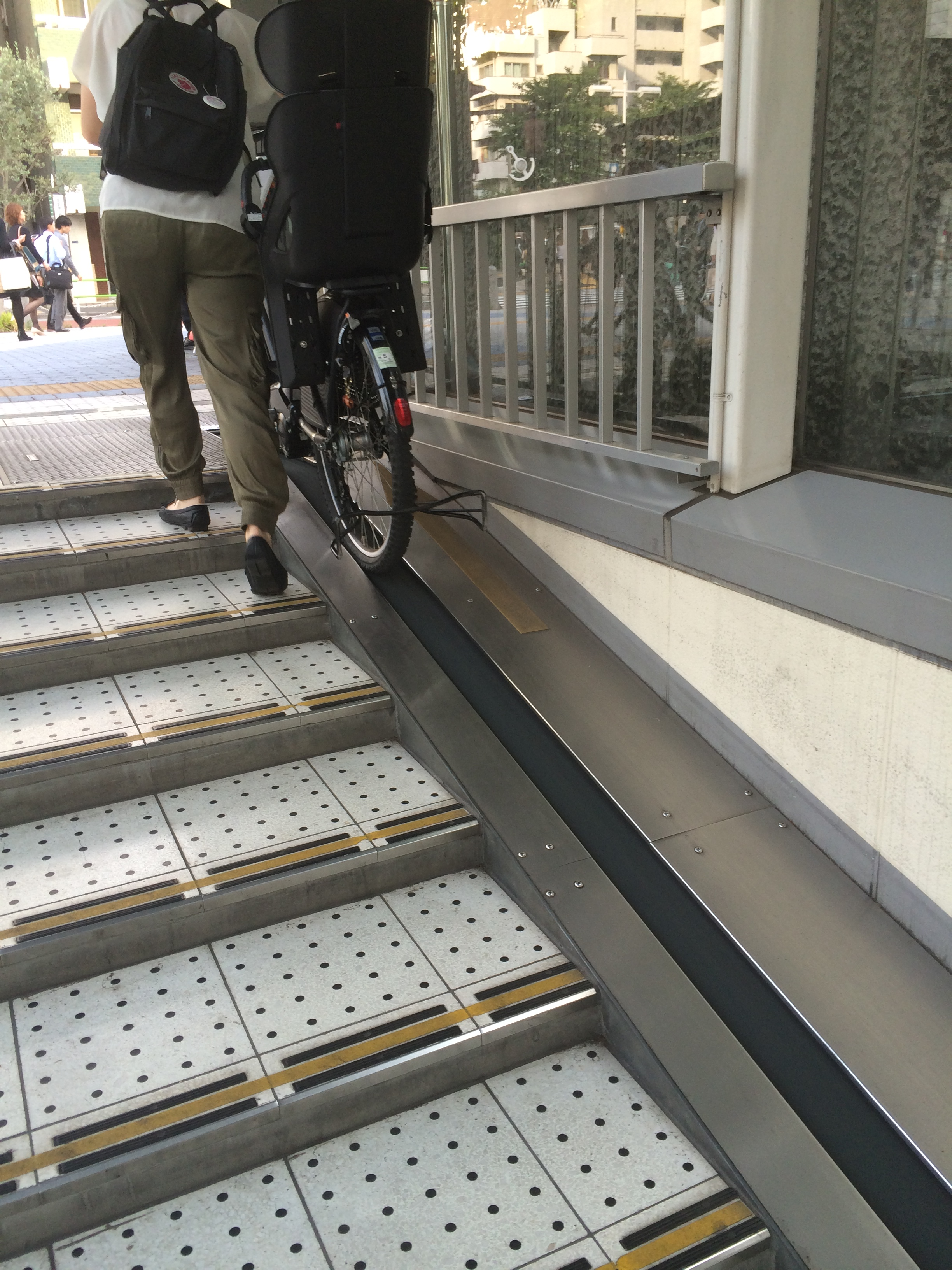
Escalator à vélo à Tokyo (Japon).
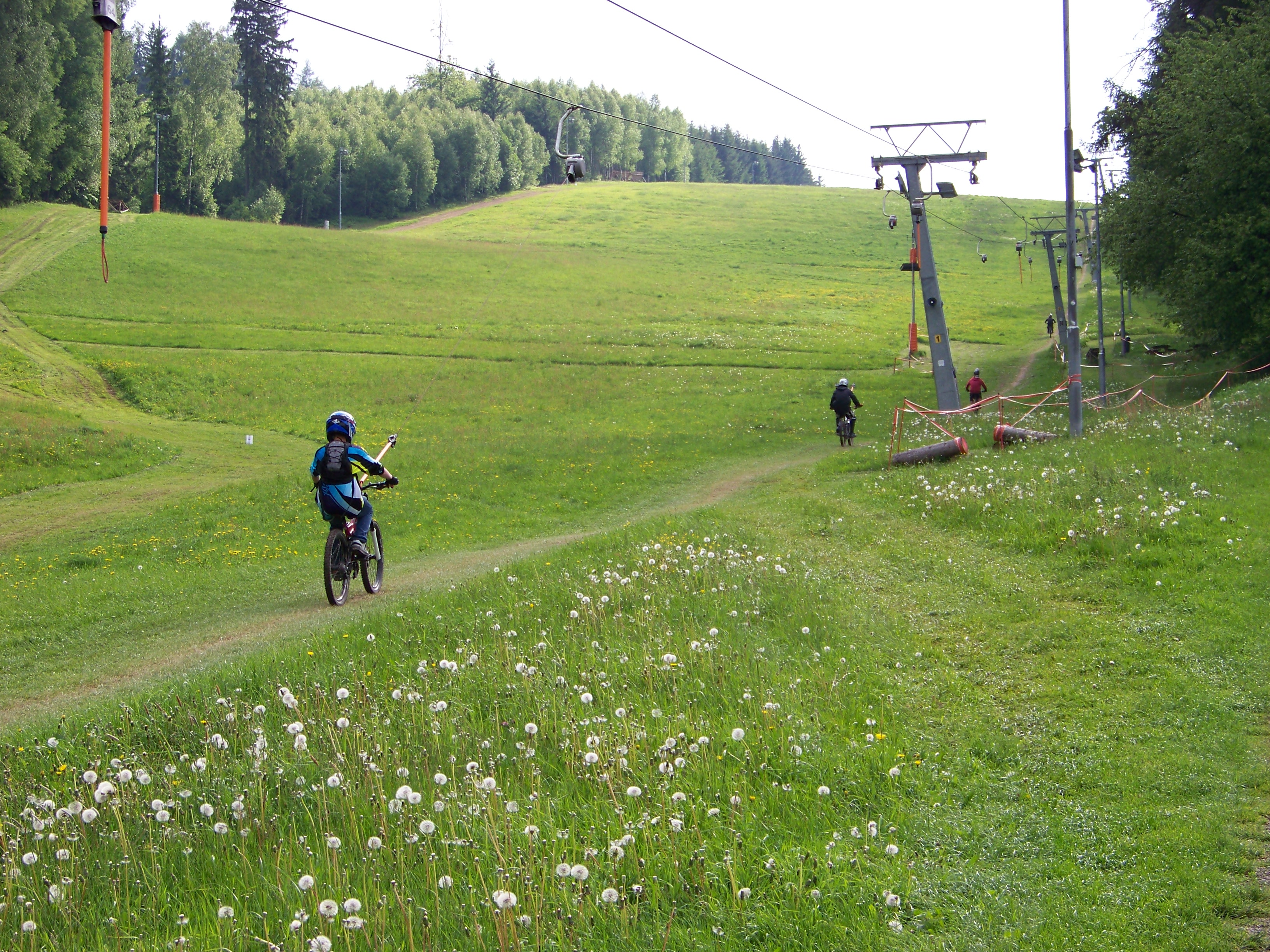
Système de traction de vélo à Česká Třebová (Tchéquie).
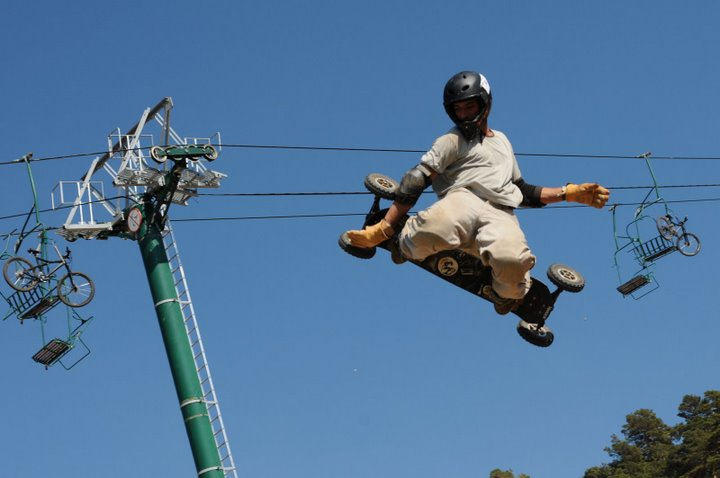
En l'absence de porte-vélo à nacelle spécifique, les vélos sont accrochés aux sièges de télésiège.

Le premier ascenseur à vélo du monde est nommé « Trampe » et situé à Trondheim en Norvège. Construit en 1993, il est rénové en 2013,.